# Башкортостан (концертный зал)
«Башкортоста́н» (ранее — Дворец культуры «Нефтяник») — государственный концертный зал на улице Ленина в Новой Уфе Кировского района города Уфы, одно из самых крупных сооружений Башкортостана — площадь всех его помещений составляет более 15000 м2. Напротив расположено здание КГБ Башкирской АССР, с которым концертный зал создают единый ансамбль.

## Описание
Имеет большой зал на 855 мест и малый на 213 мест, камерный зрительный зал на 88 мест, конференц-зал, хореографический и хоровой классы, репетиционный зал, студию звукозаписи.
Стены, полы и лестницы концертного зала уложены гранитом, мрамором и базальтом (площадью около 12000 м2), привезёнными из Челябинской области, Карелии, Армении и Узбекистана. В помещениях настелен художественный паркет площадью 2000 м2. Керамическую композицию «Родные просторы» изготовила художник Т. П. Нечаева.
Архитектура здания внешне схожа со Дворцом культуры имени Ленина в Алма-Ате архитектора Н. И. Рипинского, построенного в 1970 году.

## История
Построен в августе 1974 — декабре 1981 года по проекту архитекторов М. П. Мазина, О. В. Новикова, В. С. Фирсов, Ф. Ф. Агабеков и П. П. Петров института «Башнефтепроект». 28 декабря 1981 года сдан в эксплуатацию. Имел большой зрительный зал на 1180 мест с подсобными сценическими и техническими помещениями, и малый зал на 300 мест с эстрадой. Открыт 30 декабря 1981 года как Дом техники Производственного объединения «Башнефть».
С августа 1995 по ноябрь 2002 года — Дворец культуры «Нефтяник» ОАО "АНК «Башнефть». С января 2003 года — филиал ООО «Соцсервис». С 2007 года передан в собственность городского округа город Уфа Распоряжением № 1014-р Правительства Республики Башкортостан от 13 сентября 2007 года. С 2008 года — Дворец культуры города Уфы «Нефтяник». В апреле 2010 года Дворец культуры «Нефтяник» стал подразделением Министерства культуры Республики Башкортостан.
В 2013—2014 годах здание реконструировано в рамках подготовки к проведению саммитов ШОС и БРИКС в 2015 году и вновь открыто 5 декабря 2014 года. В ходе реконструкции сломаны и утрачены большое панно вестибюля «Слава нефтяникам» из полудрагоценных камней — оникса, лазурита, яшмы, змеевика и мрамора; большое деревянное панно общего зала «Искусство» из сибирского кедра, верзанное уфимскими художниками М. Н. Гульченко и И. И. Фартуковым; композиции из керамики вестибюля и буфетов, выполненные скульпторами Санкт-Петербурга.
В 2014 году переименован в государственный концертный зал «Башкортостан».